# Louis-Édouard Cestac
Louis-Édouard Cestac (Bayonne, 6 gennaio 1801 – Anglet, 27 marzo 1868) è stato un presbitero francese, fondatore della congregazione delle Ancelle di Maria. È stato beatificato nel 2015.

## Biografia
Il padre era originario degli Alti Pirenei, la madre era basco-spagnola. Nel 1816 entrò nel seminario di Aire-sur-l'Adour e, completati gli studi teologici presso i sulpiziani di Parigi, fu ordinato prete nel 1825. Fu professore nel seminario minore di Larressore e, dal 1831, vicario della cattedrale di Bayonne.
Nel 1836 diede inizio a un'opera per l'assistenza agli orfani e alle giovani che, giunte in città dalle campagne in cerca di lavoro, erano esposte al rischio di diventare prostitute: il 9 giugno 1839 la sede dell'opera venne trasferita nella casa Châteauneuf di Anglet, che divenne il convento di Notre-Dame du Refuge. Le ragazze che dal 1837 collaboravano con Cestac nella gestione dell'opera furono autorizzate a costituirsi in istituto religioso nel 1852.
Promosse lo sviluppo dell'agricoltura a Bayonne, opera che gli valse la Legion d'onore, e l'apertura di scuole nelle zone rurali, per le quali elaborò un nuovo metodo di lettura con un sillabario con giochi di lettere.

## Il culto
A seguito di un'apparizione della Vergine Maria, ricevette la preghiera Augusta Regina dei cieli che l'8 luglio 1908 ebbe l'imprimatur di papa san Pio X.
Il processo diocesano in vista della beatificazione di Cestac si aprì a Bayonne nel 1898 e terminò nel 1901; l'8 aprile 1908 ebbe luogo l'introduzione della causa e il 13 novembre 1976 il sacerdote ebbe il titolo di venerabile.
Il 13 giugno 2014 papa Francesco ha autorizzato la Congregazione delle cause dei santi a promulgare un decreto riguardante un miracolo attribuito all'intercessione di Cestac, autorizzandone la beatificazione.
Il rito di beatificazione, presieduto dal cardinale Angelo Amato in rappresentanza del pontefice, è stato celebrato nella cattedrale di Sainte-Marie a Bayonne il 31 maggio 2015.